# Mahboub Juma’a
Mahboub Juma'a Mubarak (1955. szeptember 17. –) kuvaiti labdarúgóhátvéd.
A kuvaiti válogatott tagjaként részt vett az 1980-as moszkvai olimpián és az 1982-es spanyolországi világbajnokságon.